# Венера 5
Венера 5 е автоматичен космически апарат, изстрелян от СССР на 5 януари 1969 г. 06:28 стандартно време с цел изследване на Венера. Общата маса на апарата е 1130 kg. Изстрелян е с помощта на ракетата носител Мълния-М. Общата конструкция на апарата е подобна на Венера 4, но е с подобрена издръжливост.
При създаването на „Венера-5“ са отчетени параметрите на атмосферата на Венера, които са получени при полета на междупланетната станция „Венера-4“. Спускаемият апарат е разчетен за работа при температура 290 °C и налягане до 25 атмосфери. В него са разположени:
- датчици за налягане тип МДДА-А за измерване на атмосферното налягане в диапазона от 100 до 30000 тора (0,13 – 40 атм)
- газоанализатори Г-8 за определяне химичния състав на атмосферата
- прибор ВИП за определяне на плътността ѝ във височина
- ФО-69 за измерване на нейната осветеност
- ИС-164Д измерващ атмосферната температура във височина

Намалена е площта на куполите на спомагателния до 1,9 м² и основния парашут до 12 м². Термоустойчивата им тъкан е разчетена за работа при температура над 500 °C. Спускаемият модул с тегло 405 kg навлиза в атмосферата на Венера на 16 май 1969 г. и предава данни в продължение на 53 минути, като настъпва повреда преди да бъде достигната повърхността. Спускането бива забавено с помощта на парашут, като апаратът каца на място от повърхността с координати 3° южна ш. и 18° изт. д..
В орбиталния апарат са поместени:
- прибор КС-18-3М за изучаване потоците космически частици
- прибор ЛА-2У за определян на разпределението на кислорода и водорода в атмосферата на планетата

Спускаемият апарат навлиза в атмосферата откъм нощната страна на планетата. По време на спускането се извършват измервания на температурата, налягането, осветеността и химичния ѝ състав. Диапазонът на изменение на температурата е от 25 до 320 °C, на налягането от 0,5 до 27 атмосфери, за височина от 55 до 18 км. Два пъти е правен и анализ на състава на атмосферата. Първият път при налягане 0,6 атмосфери и температура около 25 °C. Вторият път —5 атмосфери и 150 °C. Спускаемият апарат престава да изпраща данни когато налягането достига 27 атмосфери, това е станало на височина 18 км над повърхността. Анализът на атмосферата показал, че тя се състои от 97 % въглероден двуокис, 2 % азот, не повече от 0,1 % кислород, и незначително количество водна пара. Направени са измервания на потока от плазма (слънчев вятър) в околностите на планетата.